# 20th Century Boy
"20th Century Boy" é uma canção da banda britânica de rock T. Rex, escrita por Marc Bolan e lançada como um single em 1973 pela EMI Records. Ela entrou diretamente na tabela musical britânica no número três, em março de 1973, e atingiu o pico três semanas seguidas nessa posição. Ficou um total de nove semanas na parada musical britânica.
Apesar disso, a canção não foi destaque no álbum do mesmo ano, Tanx, lançado no início de março. Mais tarde, foi adicionada como faixa bônus no relançamento de Tanx, em 1985, e em todas as seguintes reedições desde então.

## Letra
De acordo com Bolan, os versos são baseados em citações tiradas de celebridades notáveis, como Muhammad Ali. Isso pode ser notado através da inclusão da linha "sting like a bee" ("ferroa como uma abelha"), que é tirada de um dos discursos de Ali em 1969. Embora as letras de muitas canções de Bolan sejam ambíguas, a análise da gravação matriz de "20th Century Boy" revela que o primeiro verso da faixa é: "Friends say it's fine, friends say it's good" / "Everybody says it's just like Robin Hood" ("Amigos dizem que está tudo bem, amigos dizem que é bom" / "Todo mundo diz que é como Robin Hood"), e não o muitas vezes citado erroneamente "...just like rock 'n' roll" ("...como rock 'n' roll").

## Gravação
"20th Century Boy" foi gravada em 3 de dezembro de 1972 no Toshiba Studios, em Tóquio, numa sessão que decorreu entre três horas da tarde à uma e meia da manhã. Vocais de apoio, palmas, guitarras e saxofones foram gravados na Inglaterra quando a banda retornou ao país após sua turnê. A versão do single da faixa tem seu fade-out em três minutos e trinta e nove segundos; no entanto, a gravação matriz revela que a faixa incluía ainda quase três minutos de uma jam session. Uma mixagem da versão completa pode ser encontrada na coletânea musical Bump 'n' Grind.
O lado B, "Free Angel", foi gravada durante a primeira sessão de gravações de Tanx, entre 1º e 4 de agosto de 1972. O single foi mixado para o seu lançamento no AIR Studios em 16 de dezembro de 1972.

## Posição nas tabelas musicais
| Tabelas musicais (1973)       | Melhor posição |
| ----------------------------- | -------------- |
| Austrália (Kent Music Report) | 57             |
| Irlanda (IRMA)                | 1              |
| Noruega (VG-lista)            | 9              |
| Espanha (AFE)                 | 28             |
| Reino Unido (OCC)             | 3              |
| Alemanha (GfK)                | 8              |

## Certificações
| Região            | Certificação | Vendas  |
| ----------------- | ------------ | ------- |
| Reino Unido (BPI) | Prata        | 200,000 |